# Duarte Galbán
Duarte Galbán (1992) es un humorista, creador y presentador español de la Televisión de Galicia.

## Biografía

### Formación académica
Graduado en Comunicación Audiovisual por la Universidad de Santiago de Compostela, comenzó su carrera delante de la cámara en el año 2015.

### Trayectoria profesional
Inicia su carrera como productor y guionista de “Gafas e Pallaso”, una webserie en gallego que triunfa entre la juventud y que llega a los nominados de los premios “Mestre Mateo”. Además, participa en innumerables cortometrajes entre los que destacan las “Rural Horror Stories”, en las que también ejerce de productor. A finales del año 2017, se hace viral en el panorama nacional una campaña de tráfico que produce e interpreta bajo el nombre de “Ti decides quen te leva”, que abre los telediarios de todo el país al circular a la velocidad de la luz por redes sociales. En el 2018, publican la segunda parte. 
Destaca también la creación de “Cousas de Rianxo”, una película-documental que hace junto a Román Castaño con la finalidad de dejar plasmado en una cinta, las realidades que viven en su Rianjo natal. 
En el año 2017, protagoniza la campaña publicitaria “Vayaburrada”, viajando de La Coruña a Málaga, Madrid o Castilla y León en busca de pequeñas historias de los burros, con la finalidad de que estos, tengan emoticonos en WhatsApp. La campaña fue concentrada en redes sociales.
Accede a sus primeros trabajos para la Televisión de Galicia, que confía en el como una de las caras del concurso “O porquiño polo que vale!”, que copresenta con Tamara Pérez. Además, ese mismo verano, arranca como reportero y colaborador de “Aquí Galicia Tour”, presentado por Lucía Rodríguez.
En 2019 se forma en Madrid, junto al presentador Roberto Leal en un curso de Improvisación para presentadores. Afronta una segunda temporada de ¨O porquiño polo que vale y al mismo tiempo, el presentador se sube a los teatros con un monólogo titulado “Vello aos vinte e pico!”, junto al cómico David Perdomo en las dos primeras fechas bajo el nombre de “Tempos Modernos”. 
Nuevamente en el verano del 2019 trabaja para TVG sumándose al equipo de “Adiviña quen ven esta tarde”, que ocupa, en directo, la tarde del canal autonómico.
A mayores, el comunicador pisa los teatros y escenarios gallegos para presentar distinto tipo de galas y eventos de gran formato como el “Laconnetwork 2019 en Palexco”, los “Premios TIC Galicia”, la “Gala Amodiña” o la “I Feira da Innovación 2019” en el Gaiás, organizada por la USC, Abanca y la Junta de Galicia.